# José Manuel Riveros Palacios
José Manuel Riveros Palacios (Rancagua s/f – Rancagua, 1826) fue un patriota, agricultor  diputado por Rancagua chileno.

## Primeros años de vida
Hijo legítimo de Ramón Riveros Guzmán y Dolores Palacios Hurtado de Mendoza. Nació en Rancagua, heredó de sus padres la estancia de Lolol.
Contrajo matrimonio con Mercedes del Pozo y Palacios, era hija de Bernardo del Pozo Silva de la Barra y Josefa Palacios Hurtado de Mendoza. Además, Ella aportó cien pesos en dinero y doscientos pesos en la casa en que vivían, la que luego se le adjudicó en tres mil pesos. Él aportó a su matrimonio mil ochoscientos setenta y cuatro pesos y 5/8 reales en que se le adjudicó la Estancia de Lolol. Y tuvieron seis hijos, cuatro hombres y dos mujeres, de nombres: Luisa, José, José Manuel, Francisco, Juan Nepomuceno y Teresa Riveros Pozo Silva.

## Vida pública
Participó y firmó la Constitución Política del Estado de Chile, promulgada en 29 de diciembre de 1823.
Fue elegido diputado por Rancagua, en la Asamblea Provincial de Santiago, entre el 29 de marzo y el 3 de abril de 1823. Fue elegido diputado propietario por Rancagua, en el Congreso General Constituyente de 1823, ocasión en que logró 132 votos, obteniendo la segunda mayoría. 
Dio poder para testar en Rancagua el 9 de abril de 1826 a su esposa y a Ramón Errázuriz, a quien nombró tutores y curadores de sus hijos. Falleció en Rancagua, en 1826.